# Teoria da localização
A teoria da localização pretende explicar a localização de empresas no espaço geográfico; ela é baseada no conceito de homo economicus. A teoria abrange fatores aglomerativos e desaglomerativos, a renda urbana e a organização do espaço em geral.
A teoria foi, segundo Walter Isard, "fundada" por Johann Heinrich von Thünen. Outros autores importantes são Alfred Weber, François Perroux, August Lösch, e Walter Christaller.
Relativo a isso, a teoria econômica regional e urbana inicia-se "por von Thünen (1826) que realizou trabalho com relação à localização de empreendimentos agrícolas em que fazia uma relação da renda da terra com a distância, isto é, quanto mais distante do centro de comercialização, o excedente do produtor seria menor, dado pelo custo de transporte e gastos com a produção. Posteriormente, Weber (1909), Christaller (1933), Wingo (1961) e Alonso (1964) trabalharam a questão da localização industrial, teoria do lugar central e o uso da terra, respectivamente. Nos anos 80 e 90, a localização industrial está relacionado com a mundialização do capital, então os capitalistas têm-se instalado nos mercados consumidores promissores como é o caso brasileiro. A maioria das empresas está inserida num regime mais flexível da produção e do regime de trabalho, implementação da terceirização dos serviços e diminuição das hierarquias nas empresas. Além disso, as empresas estão cada vez inovando, diversificando e diferenciando seus produtos e os meios de produção devido a concorrência internacional e a abertura do mercado brasileiro no início dos anos 90."